# Tonahutu Creek Trail
Le Tonahutu Creek Trail est un sentier de randonnée américain dans le comté de Grand, au Colorado. Protégé au sein du parc national de Rocky Mountain, il est inscrit au Registre national des lieux historiques depuis le 5 mars 2008.